# Leichtathletik-Weltmeisterschaften 2001/400 m Hürden der Frauen

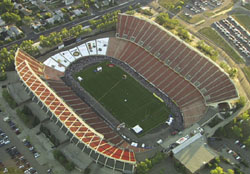
Das Commonwealth Stadium von Edmonton im Jahr 2005

Der 400-Meter-Hürdenlauf der Frauen bei den Leichtathletik-Weltmeisterschaften 2001 wurde vom 5. bis 8. August 2001 im Commonwealth Stadium der kanadischen Stadt Edmonton ausgetragen.
Es siegte die marokkanische Weltmeisterin von 1997, Vizeweltmeisterin von 1999, Olympiadritte von 2000 und zweifache Afrikameisterin (1990/1998) Nezha Bidouane. 1990 war sie auch Zweite bei den Afrikameisterschaften über 100 Meter Hürden.

Silber gewann die Russin Julija Nossowa, spätere Julija Petschonkina, die am Schlusstag mit der 4-mal-400-Meter-Staffel ihres Landes auf den dritten Platz kam.

Bronze ging an die kubanische Titelverteidigerin Daimí Pernía.

## Bestehende Rekorde
| Weltrekord               | 52,61 s | Kim Batten | WM 1995 in Göteborg, Schweden | 11. August 1995 |
| Weltmeisterschaftsrekord | 52,61 s | Kim Batten | WM 1995 in Göteborg, Schweden | 11. August 1995 |

Der bestehende WM-Rekord wurde bei diesen Weltmeisterschaften nicht eingestellt und nicht verbessert.
- Die Weltjahresbestleistung von 2001 wurde zweimal verbessert:
  - 53,81 s – Daimí Pernía (Kuba), 1. Halbfinale am 6. August
  - 53,34 s – Nezha Bidouane (Marokko), Finale am 8. August
- Außerdem gab es einen Landesrekord:
  - 55,63 s – Yvonne Harrison (Puerto Rico), 1. Vorlauf am 5. August

## Vorrunde
Die Vorrunde wurde in vier Läufen durchgeführt. Die ersten drei Athletinnen pro Lauf – hellblau unterlegt – sowie die darüber hinaus vier zeitschnellsten Läuferinnen – hellgrün unterlegt – qualifizierten sich für das Halbfinale.

### Vorlauf 1
5. August 2001, 9:05 Uhr
| Platz | Name              | Nation      | Zeit (s) |
| ----- | ----------------- | ----------- | -------- |
| 1     | Nezha Bidouane    | Marokko     | 54,55    |
| 2     | Debbie-Ann Parris | Jamaika     | 54,81    |
| 3     | Małgorzata Pskit  | Polen       | 55,49    |
| 4     | Yvonne Harrison   | Puerto Rico | 55,63 NR |
| 5     | Natalya Torshina  | Kasachstan  | 55,69    |
| 6     | Karlene Haughton  | Kanada      | 55,94    |

### Vorlauf 2
5. August 2001, 9:13 Uhr
| Platz | Name                | Nation         | Zeit (s) |
| ----- | ------------------- | -------------- | -------- |
| 1     | Julija Nossowa      | Russland       | 54,43    |
| 2     | Tonja Buford-Bailey | USA            | 54,99    |
| 3     | Ionela Târlea       | Rumänien       | 55,51    |
| 4     | Anna Olichwierczuk  | Polen          | 55,98    |
| 5     | Mame Tacko Diouf    | Senegal        | 56,44    |
| 6     | Sylvanie Morandais  | Frankreich     | 56,85    |
| 7     | Keri Maddox         | Großbritannien | 57,55    |

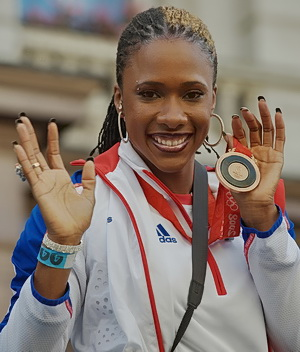
Um einen Rang verpasste Tasha Danvers mit ihren 56,36 m den Einzug in die nächste Runde
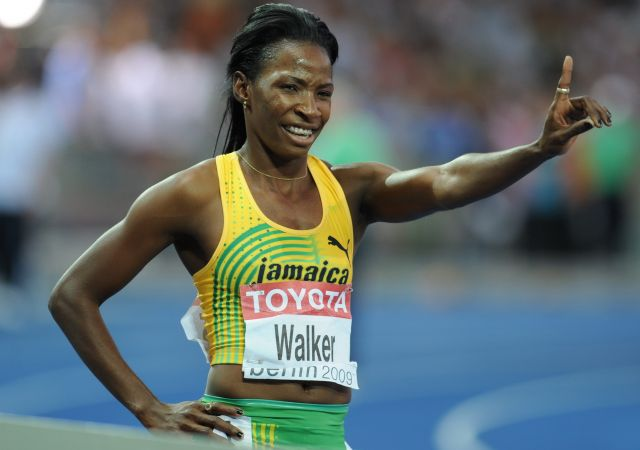
Melaine Walkers 57,10 s waren deutlich zu wenig, um im Halbfinale dabei zu sein

### Vorlauf 3
5. August 2001, 9:21 Uhr
| Platz | Name                 | Nation         | Zeit (s) |
| ----- | -------------------- | -------------- | -------- |
| 1     | Sandra Glover        | USA            | 55,38    |
| 2     | Daimí Pernía         | Kuba           | 55,40    |
| 3     | Monika Niederstätter | Italien        | 55,83    |
| 4     | Tasha Danvers        | Großbritannien | 56,36    |
| 5     | Surita Febbraio      | Südafrika      | 56,80    |
| 6     | Melaine Walker       | Jamaika        | 57,10    |

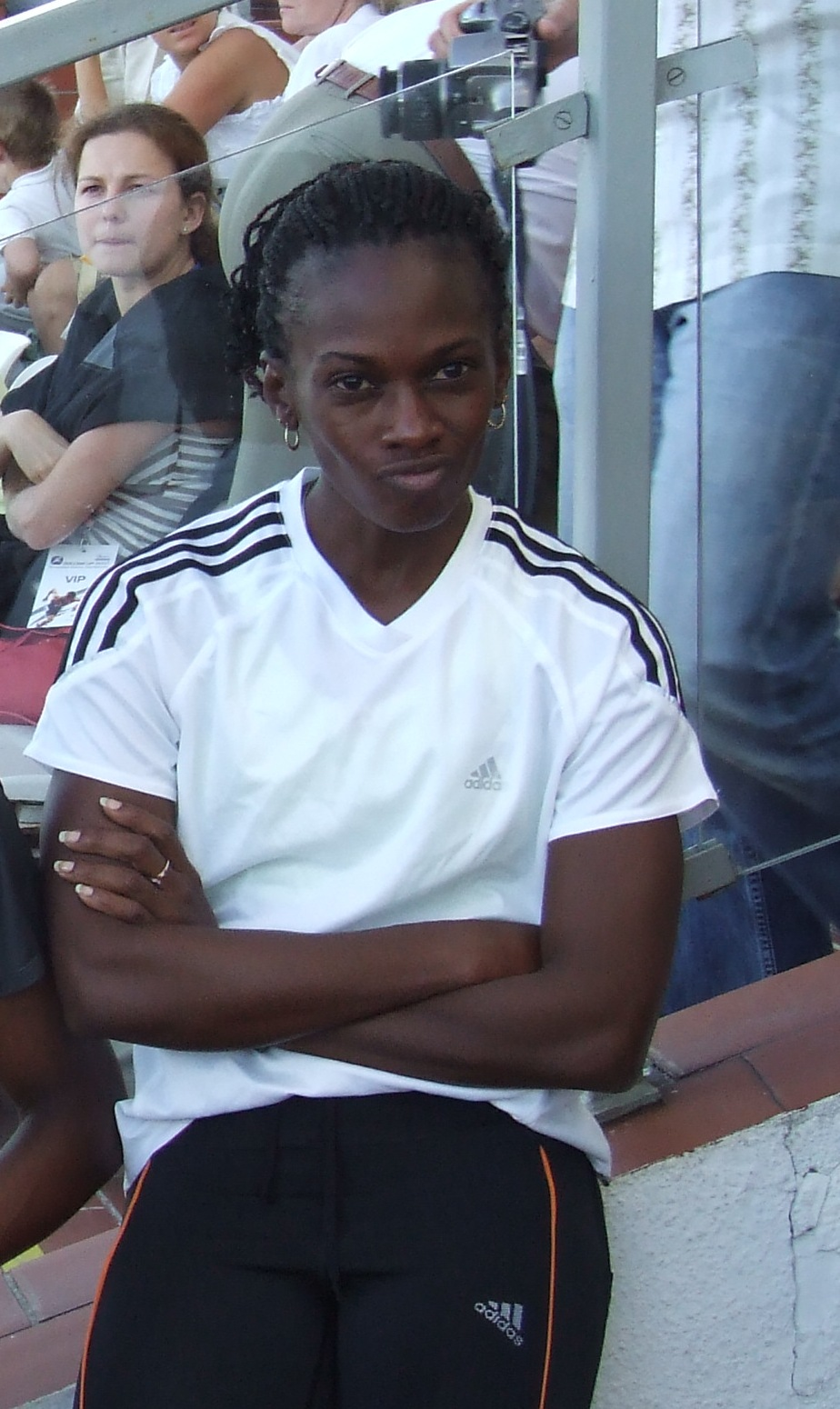
Andrea Blackett – Rang fünf im letzten Vorlauf in 57,10 s und damit ausgeschieden

### Vorlauf 4
5. August 2001, 9:29 Uhr
| Platz | Name                           | Nation         | Zeit (s) |
| ----- | ------------------------------ | -------------- | -------- |
| 1     | Deon Hemmings                  | Jamaika        | 55,39    |
| 2     | Sinead Dudgeon                 | Großbritannien | 56,07    |
| 3     | Brenda Taylor                  | USA            | 56,28    |
| 4     | Heike Meißner                  | Deutschland    | 56,79    |
| 5     | Andrea Blackett                | Barbados       | 57,10    |
| 6     | Noraseela Mohd Khalid          | Malaysia       | 59,12    |
| DNS   | Tetjana Tereschtschuk-Antipowa | Ukraine        |          |

## Halbfinale
Aus den beiden Halbfinalläufen qualifizierten sich die jeweils ersten vier Athletinnen – hellblau unterlegt – für das Finale.

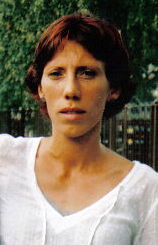
Um einen Rang bzw. 24 Hundertstelsekunden verpasste Małgorzata Pskit das Finale

### Halbfinallauf 1
6. August 2001, 16:45 Uhr
| Platz | Name                 | Nation     | Zeit (s) |
| ----- | -------------------- | ---------- | -------- |
| 1     | Daimí Pernía         | Kuba       | 53,81 WL |
| 2     | Nezha Bidouane       | Marokko    | 53,85    |
| 3     | Debbie-Ann Parris    | Jamaika    | 53,88    |
| 4     | Sandra Glover        | USA        | 55,04    |
| 5     | Małgorzata Pskit     | Polen      | 55,28    |
| 6     | Karlene Haughton     | Kanada     | 55,68    |
| 7     | Monika Niederstätter | Italien    | 56,37    |
| 8     | Natalya Torshina     | Kasachstan | 56,45    |

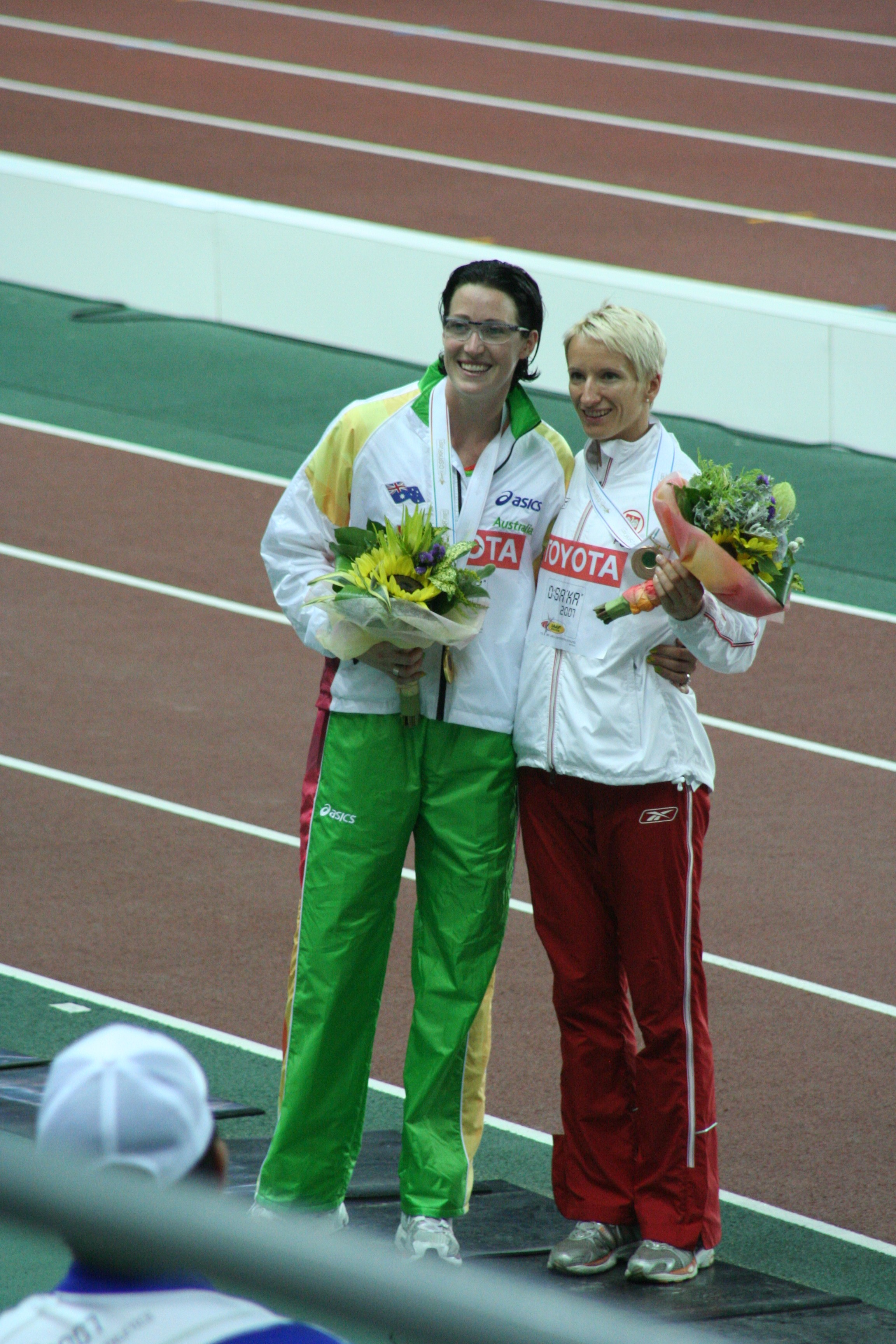
Anna Olichwierczuk (rechts), spätere Anna Jesień, erreichte mit 55,64 s nicht das Finale

### Halbfinallauf 2
6. August 2001, 16:52 Uhr
| Platz | Name                | Nation         | Zeit (s) |
| ----- | ------------------- | -------------- | -------- |
| 1     | Julija Nossowa      | Russland       | 54,03    |
| 2     | Tonja Buford-Bailey | USA            | 54,15    |
| 3     | Deon Hemmings       | Jamaika        | 54,47    |
| 4     | Ionela Târlea       | Rumänien       | 54,92    |
| 5     | Anna Olichwierczuk  | Polen          | 55,64    |
| 6     | Brenda Taylor       | USA            | 56,52    |
| 7     | Yvonne Harrison     | Puerto Rico    | 56,85    |
| 8     | Sinead Dudgeon      | Großbritannien | 57,55    |

## Finale

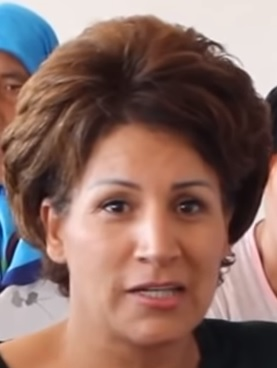
Nezha Bidouane – nach 1997 zum zweiten Mal Weltmeisterin, darüber hinaus 1999 WM-Zweite und 2000 Olympiadritte

8. August 2001, 19:45 Uhr
| Platz | Name                | Nation   | Zeit (s) |
| ----- | ------------------- | -------- | -------- |
| 1     | Nezha Bidouane      | Marokko  | 53,34 WL |
| 2     | Julija Nossowa      | Russland | 54,27    |
| 3     | Daimí Pernía        | Kuba     | 54,51    |
| 4     | Tonja Buford-Bailey | USA      | 54,55    |
| 5     | Debbie-Ann Parris   | Jamaika  | 54,68    |
| 6     | Ionela Târlea       | Rumänien | 55,36    |
| 7     | Deon Hemmings       | Jamaika  | 55,82    |
| 8     | Sandra Glover       | USA      | 57,42    |

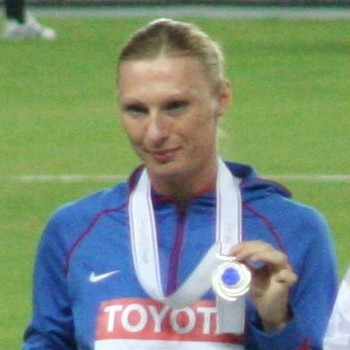
Vizeweltmeisterin wurde Julija Nossowa, spätere Julija Petschonkina, am Schlusstag gewann sie außerdem Bronze mit der russischen 4-mal-400-Meter-Staffel
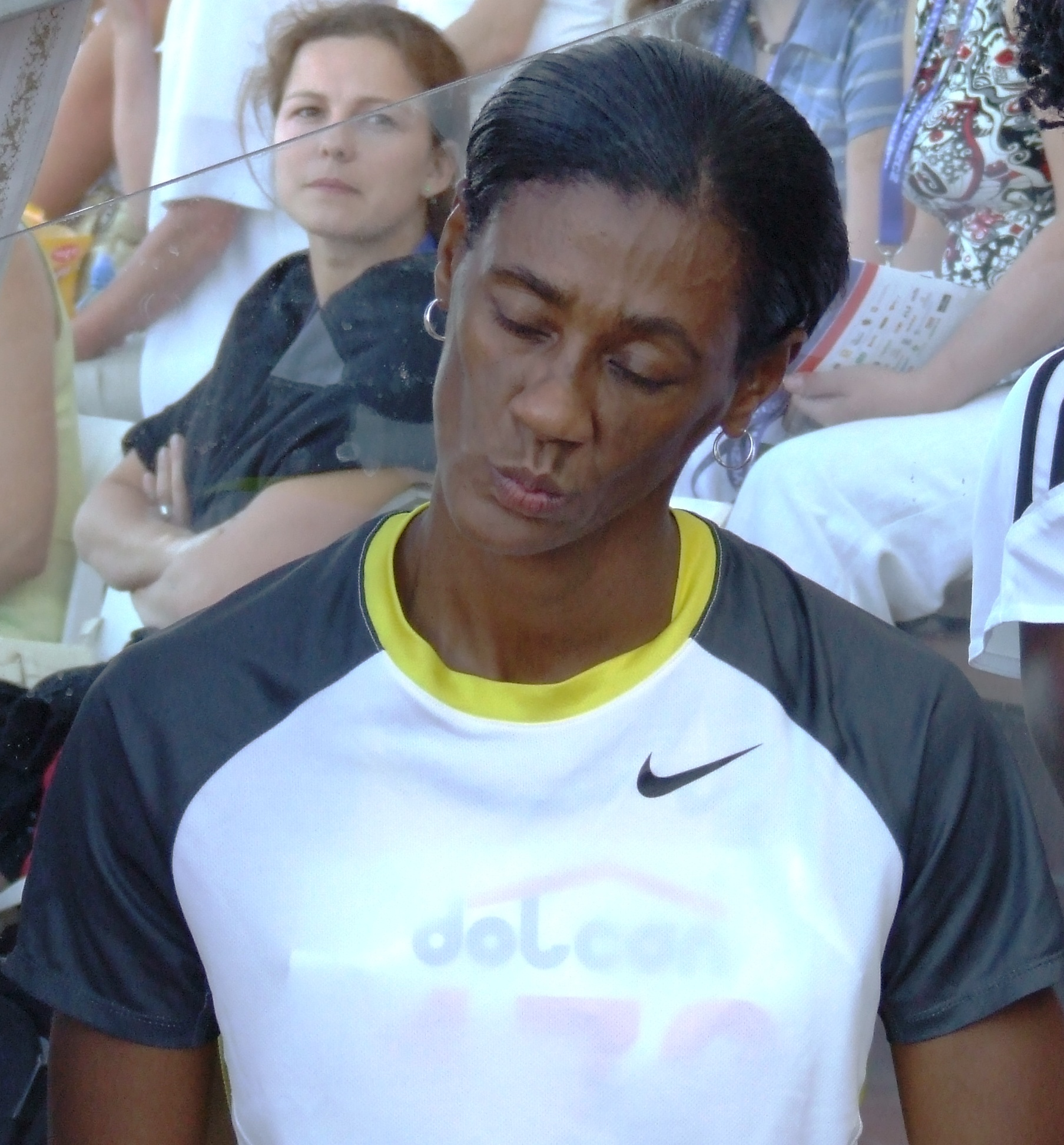
Sandra Glover erreichte das Finale und wurde dort Achte